# 202 (Viña Bus)
El servicio 202 es un recorrido de buses urbanos de la ciudad de Gran Valparaíso. Opera entre el Sector Reñaca Alto pasando también por Glorias Navales, Achupallas, Miraflores en la comuna de Viña Del Mar y el sector Aduana en la comuna de Valparaíso.
Forma parte de la Unidad 2 del sistema de buses urbanos de la ciudad de Gran Valparaíso, siendo operada por la empresa Viña Bus S.A.

## Zonas que sirve
|  | Viña Del Mar |
|  | Valparaíso   |

## Recorrido[1]
| - Viña Del Mar - Calle 16 - Av. Décima - Calle 11 - Av. Octava - Calle 9 - Av. Quinta - Calle 8 - Av. Cuarta - Calle 7 - Av. Segunda - Calle 2 - Av. Primera - Av. Alemania - Dionisio Hernández - Teniente Merino - Esmeralda - Malfatti - Barcaza Morel - Av. Mar De Chile - Camino Internacional - Av. Carlos Ibáñez Del Campo - Av. Eduardo Frei - Las Rejas - Lusitania - Pza. Miraflores - 1 Norte - Puente Lusitania - Limache - Viana - Av. España - Valparaíso - Av. España - Errazuriz - Plaza Aduana | - Valparaíso - Plaza Aduana - Errazuriz - Av. Brasil - Av. Argentina - Av. España - Viña Del Mar - Av. España - Álvarez - Viana - Puente Lusitania - 1 Norte - Pza. Miraflores - Lusitania - Las Rejas - Av. Eduardo Frei - Av. Carlos Ibáñez Del Campo - Rotonda Santa Julia - Camino Internacional - Rotonda Las Maravillas - Av. Mar De Chile - Submarino Thompson - Barcaza Morel - Malfatti - Esmeralda - Teniente Merino - Dionisio Hernández - Av. Alemania - Av. Primera - Calle 2 - Av. Segunda - Calle 7 - Av. Cuarta - Calle 8 - Av. Quinta - Calle 9 - Av. Octava - Calle 11 - Av. Décima - Calle 16 |